# 克魯塔霍拉
48°39′30″N 39°8′19″E / 48.65833°N 39.13861°E
克魯塔霍拉（烏克蘭語：Крута Гора）是位於烏克蘭東部的村莊，由盧甘斯克州卢甘斯克区的卢汉斯克市镇負責管轄。該村始建於1964年，面積0.08平方公里，海拔高度63米，2001年人口28，人口密度每平方公里354.4人。